# Idiophyes brevis
Idiophyes brevis is een keversoort uit de familie zwamkevers (Endomychidae). De wetenschappelijke naam van de soort werd in 1895 gepubliceerd door Thomas Blackburn.